# 东帝汶签证政策
访问东帝汶的旅客需要获得一个签证，东帝汶对部分国家（印度尼西亚、佛得角、欧盟申根区）实施免签证政策。
2019年4月，东帝汶内政部长发布了一条命令，要求所有非免签证的旅客在抵达前从东帝汶外交机构获得签证。然而，这一决定随后被搁置。

## 签证政策地图

东帝汶签证政策
东帝汶
免签证
落地签证

## 免签证
- ：东帝汶与佛得角在2014年7月21日签署了互免签证协议，并于2015年4月14日生效。该协议允许两国公民免签证在对方国家停留30天。[4][5]
- 欧洲联盟：东帝汶与欧盟在2015年5月28日签署了互免签证协议，自签署之日起适用，并于当年12月15日正式生效。[6]该协议允许申根区国家公民每180天内在东帝汶停留90天。[7]
- 印度尼西亞：东帝汶在2019年9月19日对印度尼西亚公民实施免签证政策，允许印尼公民在东帝汶停留30天，并可延长一次。[8]

此外，东帝汶对于持澳大利亚和中华人民共和国外交或公务护照者免签证。

## 自陆路到达
所有自陆路口岸入境东帝汶的旅客都需要向东帝汶外交机构提前申请一个“签证申请授权”，使用该授权在口岸审批时可获得最长90天的单次签证或多次签证，费用为30美元。免签证的旅客无需此申请。

## 落地签证
旅客可在尼古勞·洛巴托總統國際機場和帝力港口申请落地签证。可获得最长30天的单次签证，费用为30美元。如停留少于3天则可申请过境签证，费用为20美元。旅客必须持有有效签证方可过境东帝汶。

## 入境要求
旅客入境东帝汶需要持有有效期不少于6个月的护照，此外还需要满足以下条件：
- 真实访问目的（旅行或商务）
- 住宿日程和返程机票。
- 预计逗留期间每日150美元。

## 签证延期
所有持签证的旅客都可以通过申请延长签证时限至最多90天。延长30天费用为35美元，延长30-60天费用为75美元。

## 统计
访问东帝汶最多的旅客来自以下国家：
| 排名 | 国家       | 2014   | 2013   | 2012   | 2011   |
| ---- | ---------- | ------ | ------ | ------ | ------ |
| 1    | 印度尼西亞 | 15,180 | 17,520 | 15,303 | 11,179 |
| 2    |            | 13,429 | 12,817 | 12,138 | 12,419 |
| 3    | 葡萄牙     | 6,185  | 5,894  | 6,130  | 5,916  |
| 4    | 菲律賓     | 4,157  | 3,936  | 3,842  | 2,413  |
| 5    | 中國       | 3,717  | 4,346  | 4,972  | 3,464  |
| 6    | 美国       | 1,666  | 2,130  | 2,211  | 2,207  |
| 7    | 马来西亚   | 1,665  | 1,455  | 1,944  | 1,829  |
| 8    | 新加坡     | 1,465  | 1,457  | 1,381  | 1,519  |
| 9    | 日本       | 1,458  | 1,438  | 1,211  | 1,232  |
| 10   | 新西兰     | 896    | 737    | 815    | 711    |
|      | 总计       | 59,811 | 77,135 | 57,517 | 50,590 |